# خالد بن حمد بن خليفة آل ثاني
الشيخ خالد بن حمد بن خليفة آل ثاني نجل أمير دولة قطر السابق الشيخ حمد بن خليفة آل ثاني من زوجته الشيخة نورة بنت خالد آل ثاني .متزوج من الشيخة مريم بنت ناصر آل ثاني  هو عضو في العائلة الحاكمة القطرية الثانية "آل ثاني"، وهو نصف شقيق للأمير الحاكم في قطر، وهي داعمة للإرهاب. قطر تدعم وتحافظ على علاقات مع طالبان وتنظيم القاعدة وحماس.

## حياته
يتولي الشيخ خالد بن حمد آل ثاني منصب رئيس نادي العنابي لسباق السيارات والدراجات النارية وهو أول قطري يقود سيارة السباق العالمي فرميولا ون.
في عام 2009، استثمرالشيخ حوالي 10 ملايين دولار في نادي العنابي  بهدف اظهار وتلميع صورة الدولة القطرية في ساحات السباقات الدولية.
في آب/ أغسطس من عام 2015، غادر الشيخ خالد الولايات المتحدة بشكل مفاجئ بعد أن التقطت كاميرات مراقبة السير صوراً لسيارته الفيراري الصفراء تتسابق في شوارع مدينة بيفرلي هيلزالسكنية في ولاية لوس أنجلوس. وتدرس شرطة المدينة توجيه اتهام بالقيادة المتهورة للشيخ خالد، إضافة إلى جرائم أخرى.
في تموز/ يوليو من عام 2019، تم رفع دعوى قضاية ضد الشيخ خالد بتهمة إصدار أمر لحارس أمن أمريكي بقتل شخصين واحتجاز أسير أمريكي آخر. وفي خريف عام 2017 ادّعى حارس الأمن ماثيو بيتارد بأن الأمير القطري طلب منه قتل رجل وامرأة تحت ذريعة أنهما يهددان سمعته الاجتماعية وأمنه الشخصي. مضيفا ان الشيخ خالد قام باشهار السلاح عليه مهداداً بقتله ودفن جثته في الصحراء‘ بالإضافة إلى افراد عائلته.
ولكنه بريء برائه تامة من هذه التهم المنسوبة له.